# Esercito Nazionale Repubblicano
Esercito Nazionale Repubblicano (E.N.R.) („Republikanisches Nationalheer“) war die Bezeichnung des italienischen Heeres, das nach der Kapitulation Italiens am 8. September 1943 den Krieg im Rahmen der Streitkräfte der Italienischen Sozialrepublik (Repubblica Sociale Italiana – RSI) auf der Seite Hitler-Deutschlands und der Achsenmächte bis zum Ende fortsetzte.

## Politischer Hintergrund
Unmittelbar nach Bekanntgabe des einseitigen Waffenstillstandes mit den Alliierten (Waffenstillstand von Cassibile) am 8. September 1943 setzte sich König Viktor Emanuel III. und die seit Juli 1943 von Marschall Pietro Badoglio als neuer Ministerpräsident geführte Regierung nach Brindisi in Süditalien ab und stellte sich unter den Schutz der Alliierten. Der von deutschen Soldaten aus der Inhaftierung in den Apenninen befreite Diktator Benito Mussolini (Unternehmen Eiche) bildete in dem vom Deutschen Reich besetzten Norditalien einen neuen faschistischen Staat, die Repubblica Sociale Italiana - RSI. Die Hauptstadt dieses deutschen Vasallenstaates war Salò am Gardasee. Mussolinis neuer Kriegsminister Marschall Rodolfo Graziani durfte mit Genehmigung Hitlers eigene Streitkräfte aufstellen. Diese Streitkräfte bestanden aus Soldaten, die den Befehlen der rechtmäßigen italienischen Regierung Badoglio nicht mehr nachkommen wollten und sich für eine Fortsetzung des Krieges auf Seiten der Deutschen einsetzten. Im Rahmen dieser neuen faschistischen Streitkräfte entstand ein neues Heer mit der Bezeichnung Esercito Nazionale Repubblicano (ENR), eine neue Luftwaffe namens Aeronautica Nazionale Repubblicana (ANR), die kleine Marina Nazionale Repubblicana (MNR) und die militärische Polizeitruppe Guardia Nazionale Repubblicana (GNR). Die GNR entstand 1943 als eigene Teilstreitkraft, wurde dann aber im August 1944 in das Heer als Truppengattung eingegliedert.

## Geschichte

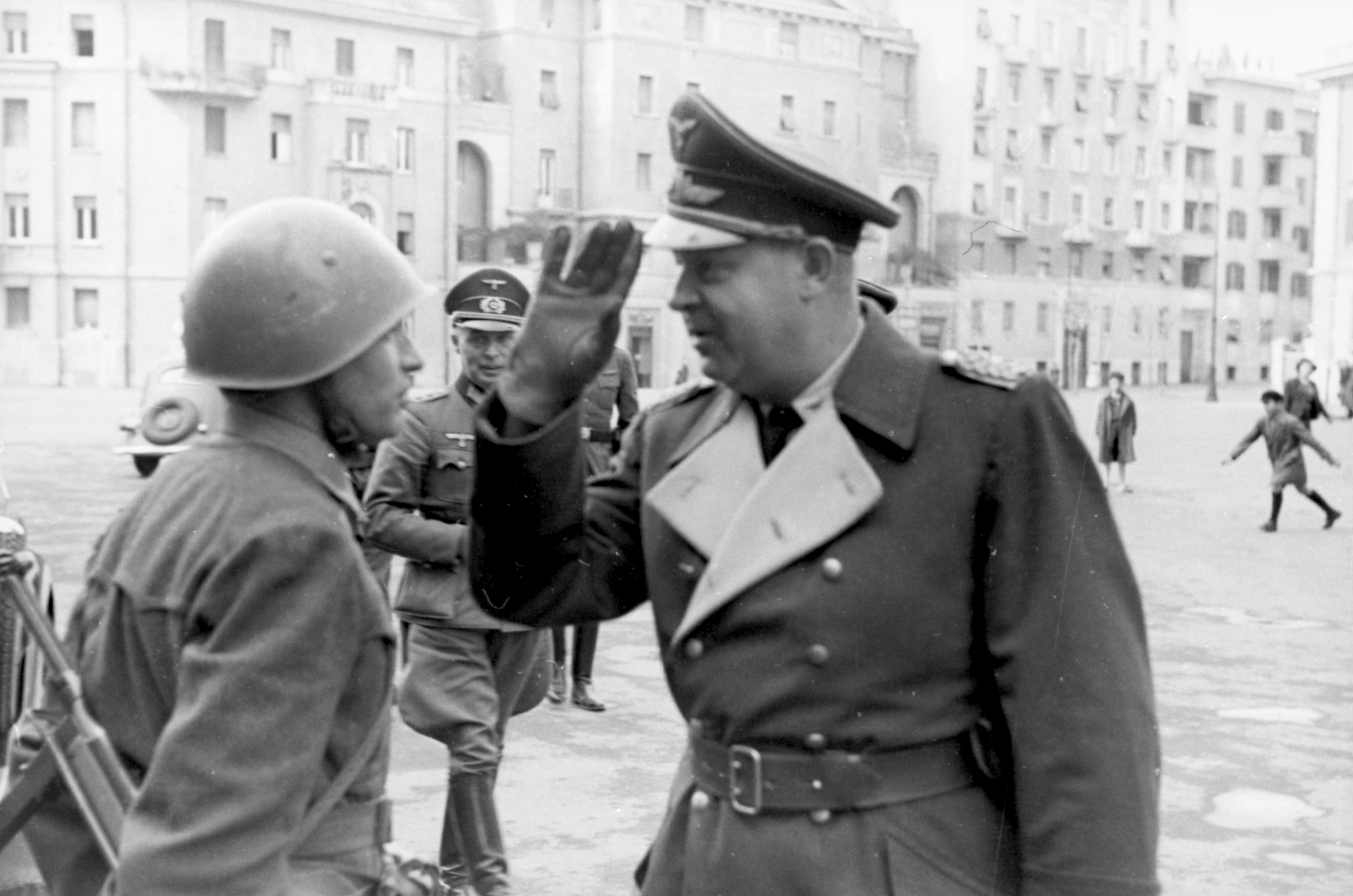
General Kurt Mälzer salutiert italienische Soldaten bei Nettuno im März 1944

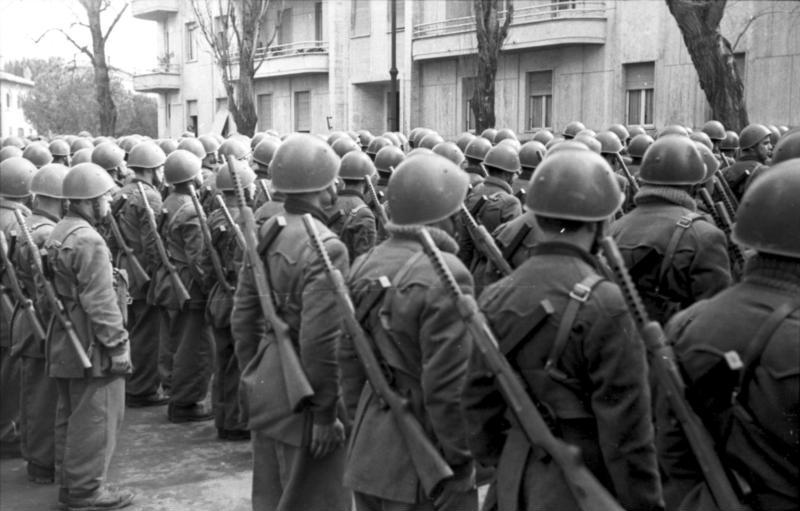
Soldaten der RSI im März 1944 in Rom

Das Republikanische Nationalheer entstand ab Oktober 1943. Das Personal bestand zunächst aus wenigen italienischen Militärinternierten, die gegenüber deutschen Stellen ihre Bereitschaft erklärten, den Krieg an der Seite der Wehrmacht fortsetzen zu wollen, sowie aus anderen Freiwilligen in Italien. Die Aushebung von Wehrpflichtigen erwies sich in der RSI als problematisch, weil sich ein Teil der Männer als Partisanen der Resistenza angeschlossen hatte. Bis April 1944 hatte das Heer eine Personalstärke von rund 200.000 Mann, der Höchststand belief sich gegen Kriegsende auf knapp 600.000. Ein Großteil dieser Soldaten diente der deutschen Wehrmacht als Unterstützungspersonal, vor allem in territorialen Unterstützungsbereichen, bei der Flugabwehr oder als Arbeiter. Das Republikanische Nationalheer stellte nur vier Felddivisionen auf, die in Deutschland ausgebildet wurden. Bei diesen Divisionen handelte es sich um leichte Infanteriedivisionen, die jeweils zwei Infanterieregimenter, ein Artillerieregiment und einige Divisionstruppen mit insgesamt jeweils zwischen 10.000 und 20.000 Mann hatten.

### 1. Bersaglieri-Division „Italia“
Die 1. Bersaglieri-Division „Italia“ wurde am 25. November 1943 auf dem Truppenübungsplatz Heuberg aufgestellt, einige unterstellte Verbände auch bei Münsingen und Ulm. Die Division bestand aus dem 1. und 2. Bersaglieri-Regiment (je drei Bataillone, 16 Kompanien), aus dem 1. Artillerieregiment mit vier Abteilungen, einer Aufklärungsabteilung, einer Panzerjägerabteilung, einem Pionierbataillon, einem Transportbataillon und kleineren Einheiten. Bis April 1944 wurde das Stammpersonal (etwa 3.500 Mann) ausgebildet, erst dann trafen die Wehrpflichtigen zur Ausbildung ein. Die rund 14.000 Mann starke Division wurde erst im Dezember 1944 nach Italien verlegt, erst nach Parma, Fidenza und Salsomaggiore, im Januar 1945 löste sie dann Teile der italienischen Divisionen Monterosa und San Marco an der Garfagnana-Front ab. Im April 1945 leistete die Division während der alliierten Schlussoffensive in Norditalien hinhaltenden Widerstand bis Medesano, wo sie kapitulierte.

### 2. Grenadier-Division „Littorio“
Die 2. Grenadier-Division „Littorio“ wurde am 7. April 1944 auf dem Truppenübungsplatz Senne aufgestellt, die Ausbildung des Stammpersonals erfolgte jedoch bereits ab November 1943. Im Juni 1944 hatte sie rund 17.000 Soldaten, die zum Teil mit deutschen Uniformen (und italienischen Abzeichen) ausgestattet waren. Sie bestand aus dem 3. Grenadier-Regiment, aus dem 4. Alpini-Regiment und aus dem 2. Artillerie-Regiment, die Divisionstruppen entsprachen im Wesentlichen denen der 1. Division. Im Sennelager wurde die Division unter anderem von Mussolini und Graziani inspiziert. Die Division verlegte zwischen dem 20. Oktober und dem 1. November 1944 nach Italien, wo sie im Oltrepò Pavese hinter der Gotenstellung zur Partisanenbekämpfung eingesetzt werden sollte. Der Divisionskommandeur Tito Agosti erreichte jedoch ihre Verlegung an die französisch-italienische Grenze, die nach der alliierten Landung in Südfrankreich (Operation Dragoon) bedroht war. Bis zum 29. April 1945 wehrte sie mehrere französische und amerikanische Versuche ab, in die Poebene vorzudringen. General Agosti nahm sich im Januar 1946 im römischen Gefängnis Forte Boccea das Leben, weil er sich nicht von „Verrätern“ verurteilen lassen wollte.

### 3. Marineinfanterie-Division „San Marco“
Trotz der Bezeichnung gehörte diese Division zum Heer und nicht zur Marine. Nur ein kleiner Teil bestand aus Marineinfanteristen des San-Marco-Regiments und aus anderen Soldaten der königlichen Marine (Regia Marina), die den Krieg auf deutscher Seite fortsetzen wollten, der weit überwiegende Teil waren Heeressoldaten. Diese Division ist auch nicht mit der weitgehend selbständig operierenden Division (Decima Flottiglia MAS) des Marineoffiziers Junio Valerio Borgheses zu verwechseln. Die Division „San Marco“ wurde ab Dezember 1943 auf dem Truppenübungsplatz Grafenwöhr und zum Teil auch in Heuberg aufgebaut, zunächst unter der Bezeichnung „3. Infanteriedivision“, ab Januar 1944 als 3. Grenadierdivision, ab März 1944 dann als 3. Marineinfanterie-Division „San Marco“. Sie bestand aus dem 5. und 6. Marineinfanterie-Regiment, aus dem 3. Artillerie-Regiment und aus weiteren Divisionstruppen, die denen der anderen Divisionen entsprachen. Die rund 15.000 Mann starke Division verlegte im Juli 1944 nach Ligurien. Teile der Divisionen „San Marco“ und „Monterosa“ wurden ab Oktober 1944 in den Apuanischen Alpen gegen amerikanische und brasilianische Verbände eingesetzt. Die Division ergab sich wie alle anderen Ende April 1945. Einige kriegsgefangene Soldaten wurden im Sommer 1945 in Savona unter alliierter Aufsicht vom Polizeipräsidium Savona für Polizeiaufgaben eingesetzt, weil es an Carabinieri mangelte.

### 4. Alpini-Division „Monterosa“
Diese Gebirgsdivision wurde im Januar 1944 in Münsingen und Feldstetten aufgestellt. Mit knapp 20.000 Soldaten war sie die stärkste der vier RSI-Divisionen. Sie bestand aus dem 1. und 2. (RSI-)Alpini-Regiment, aus dem 1. Gebirgsartillerie-Regiment und weiteren Divisionstruppen. Nachdem Mussolini sie am 16. Juli 1944 in Münsingen inspiziert hatte, wurde sie nach Ligurien verlegt, wo sie im Rahmen der deutsch-italienischen Armee Ligurien mögliche alliierte Landungen abwehren sollte. Teile der Division kämpften zusammen mit der Division „San Marco“ in den Apuanischen Alpen gegen brasilianische und amerikanische Verbände, insbesondere gegen die 92. US-Division, die zusammen mit deutschen Einheiten zurückgeschlagen werden konnte. Rund 10.000 Mann der Division wurden von Januar bis April 1945 in den Westalpen gegen französische und amerikanische Verbände eingesetzt. Die Division kapitulierte am 28. April 1945, eine Artillerie-Einheit im Aostatal streckte die Waffen erst am 8. Mai 1945. Die italienische Associazione Nazionale Alpini erkannte die Gebirgsjäger dieser Division erst im Jahre 2001 als Alpini an.
Die genannten Personalstärken der vier Divisionen nahmen bis Kriegsende im Schnitt um zehn bis zwanzig Prozent ab. Die Wehrmacht misstraute den RSI-Divisionen zunächst und wollte sie vorwiegend zur Bekämpfung von Partisanen einsetzen, während Soldaten der RSI es oft zu verhindern suchten, mit Waffengewalt gegen Landsleute vorzugehen. Die italienische Zivilbevölkerung verhielt sich gegenüber den RSI-Truppen weitgehend ablehnend bis feindselig. Neben den vier Divisionen gab es eine Reihe kleinerer Verbände, die unter anderem bei Anzio und Nettuno (Operation Shingle) gegen die Alliierten kämpften, aber auch in Julisch Venetien gegen die Jugoslawische Volksbefreiungsarmee, zuletzt auch mit italienischen Partisanen, weil man ohne Rücksicht auf ideologische Differenzen den definitiven Verlust italienischen Territoriums an Jugoslawien verhindern wollte. Bei diesen Kämpfen im Hinterland von Triest und Görz kam es zu einer Reihe von Kriegsverbrechen.
Die Guardia Nazionale Repubblicana stellte ab August 1944 als Teil des Heeres einige wenige Einheiten für militärische Operationen bereit, die größtenteils in der Division Etna zusammengefasst wurden. Zwei Kampfgruppen dieser Division wurden im April 1945 kurz gegen alliierte Verbände in der Poebene eingesetzt. Eine zweite Division namens Vesuvio war geplant, wurde aber nie aufgestellt.
Wie in der Wehrmacht wurden die Fallschirmjäger nicht dem Heer, sondern der Aeronautica Nazionale Repubblicana unterstellt. Der Fallschirmjäger-Verband Nembo, später Folgore, wurde bei Anzio und Nettuno eingesetzt.